# Pseudoscada florula
Espèce
Pseudoscada florula est une espèce d'insectes lépidoptères (papillons) de la famille des Nymphalidae, de la sous-famille des Danainae et du genre Pseudoscada.

## Dénomination
Pseudoscada florula a été décrit par William Chapman Hewitson en 1855 sous le nom initial de' Ithonia florula.

### Sous-espèces
- Pseudoscada florula florula ; présent au Surinam, en Guyana et en Guyane.
- Pseudoscada florula aureola (Bates, 1862) ; présent en Équateur et au Brésil.
- Pseudoscada florula exornata Haensch, [1908] ; présent au Surinam, en Guyana
- Pseudoscada florula genetyllis (d'Almeida, 1922) ; présent au Brésil
- Pseudoscada florula gracilis Tessmann, 1928 ; présent au Pérou.
- Pseudoscada florula ssp ; présent au Pérou.
- Pseudoscada florula ssp ; présent au Brésil[1].

### Nom vernaculaire
Pseudoscada florula se nomme Florula Clearwing en anglais.

## Description
Pseudoscada florula est un papillon aux ailes à apex arrondi et d'une envergure d'environ 37 mm pour les mâles et environ 39 mm pour les femelles aux ailes transparentes à veines marron et apex des antérieures orange bordé de maron, bord costal et externe des ailes postérieures bordé d'orange.

## Écologie et distribution
Pseudoscada florula est présent en Équateur, au Brésil, au Pérou, en Guyana et en Guyane.

### Protection
Pas de statut de protection particulier.